# Luigi Busà
Luigi Busà   (Avola, 9 d'octubre de 1987) és un karateka italià. Ha guanyat dues vegades la medalla d'or als Campionats Mundials de Karate i cinc vegades als Campionats Europeus de Karate. Va representar Itàlia als Jocs Olímpics d'estiu de 2020 a Tòquio, Japó, on va guanyar la primera medalla d'or en l'esdeveniment de kumite masculí de 75 kg.

## Carrera
El 2015, Busà va guanyar la medalla de plata en la prova de kumite masculí de 75 kg als Jocs Europeus de 2015 celebrats a Bakú, Azerbaidjan. A la final, va perdre contra Rafael Aghayev de l'Azerbaidjan.
L'any 2019, va guanyar la medalla d'or en la prova de kumite masculí de 75 kg al Campionat d'Europa de Karate 2019 celebrat a Guadalajara, Espanya.
També va guanyar una de les medalles de bronze en la prova masculina de 75 kg als Jocs Mediterranis de 2022 celebrats a Orà, Algèria.